# Fédération française de vol en planeur
La Fédération française de vol en planeur (FFVP) est un organisme national regroupant les associations sportives et aéronautiques consacrées au vol à voile, technique qui consiste à voler sans autre force motrice que les mouvements ascendants de l'atmosphère, à l'image des oiseaux voiliers.

## Historique
La Fédération française de vol à voile est créée en 1966 à l'initiative d'Auguste Mudry pour gérer les activités de vol en planeur, auparavant sous l'égide de la fédération nationale aéronautique. Le 1er octobre 2018, elle prend le nom de fédération française de vol en planeur,. En 2012, elle compte 11 148 licenciés.

## Rôle
La Fédération française de vol en planeur, association loi de 1901, fédère les différents clubs de vol à voile de France. Elle a pour buts :
- d'être un interlocuteur entre les autorités nationales et les pilotes de planeur ;
- d'organiser la formation des pilotes et des formateurs ;
- d'organiser les compétitions sportives.

## Publications
La commission Historique de la FFVP publie la revue Vieilles Plumes.
| Numéro | Titre                                                                                                  | Publication | Sommaire |
| ------ | --- | ----------- | -------- |
| 1      | Georges Abrial et le groupe l'AIR                                                                      | 1992        | Sommaire |
| 2      | Alexis Maneyrol et Louis Peyret. Les planeurs DACAL...                                                 | 1993        | Sommaire |
| 3      | Les clubs de vol à voile avant 1939                                                                    | 1994        | Sommaire |
| 4      | Où en était le vol à voile français avant 1920 ?                                                       | 1995        | Sommaire |
| 5      | Ailerons d'Enghien-Moisselles, Club Olympique de Billancourt et Groupement rouennais d'Aviation légère | 1995        | Sommaire |
| 6      | Situation du vol à voile français dans le concert international en 1939                                | 1996        | Sommaire |
| HS     | 30e anniversaire de la Fédération Française de Vol à Voile                                             | 1996        | Sommaire |
| 7      | Chronique du vol à voile français de 1933 à 1940                                                       | 1997        | Sommaire |
| 8      | Les années 20, Combegrasse, Itford Hill                                                                | 1997        | Sommaire |
| 9      | Le vol à voile sous l'État français (1ère partie) : Les Sports Aériens 1940-1944                       | 1998        | Sommaire |
| 10     | Le vol à voile sous l'État français (2e partie) : Les Sports Aériens 1940-1944                         | 1999        | Sommaire |
| 11     | Les sports aériens 1941-1944 (3e partie)                                                               | 2000        | Sommaire |
| 12     | Les années 1923 à 1932                                                                                 | 2001        | Sommaire |
| 13     | Les planeurs de Breguet et de Jean Cayla                                                               | 2002        | Sommaire |
| 14     | Thoret Mont Blanc                                                                                      | 2003        | Sommaire |
| 15     | Les records de durée aux Alpilles                                                                      | 2003        | Sommaire |
| 16     | Les scouts de l'Air de 1912 à 1964                                                                     | 2005        | Sommaire |
| 17     | Georges Abrial et le groupe l'AIR                                                                      | 2006        | Sommaire |
| 18     | Les sports aériens 1944-1950                                                                           | 2007        | Sommaire |
| 19     | La Ferté-Alais : La vie d'un centre de vol à voile de performances (1945 à 1969)                       | 2008        | Sommaire |
| 20     | Les années cinquante : le renouveau du vol à voile français                                            | 2009        | Sommaire |
| 21     | Fayence : 50 ans de vol à voile sur la Côte d'Azur 1930-1980                                           | 2010        | Sommaire |
| 22     | Le vol à voile des années 30, Pierre Massenet et l'AVIA                                                | 2010        | Sommaire |
| 23     | Aéro-club de la Haute Moselle                                                                          | 2012        | Sommaire |
| 24     | Les planeurs Wassmer                                                                                   | 2013        | Sommaire |
| 25     | 1947 Air-100                                                                                           | 2016        | Sommaire |
| 26     | Olympisme et Vol à Voile                                                                               | 2017        | Sommaire |
| 27     | Championnat du Monde 1978 et Rhönbussard                                                               | 2018        | Sommaire |
| 28     | SG-38 Schulgleiter : Le planeur DFS108-14, Outil de relance du vol à voile français                    | 2019        | Sommaire |